# Niedersachsen (Schiff, 1934)
Die Niedersachsen war ein ehemals dänischer, dann französischer und zuletzt italienischer Frachter, der im Zweiten Weltkrieg ab Dezember 1943 von der deutschen Kriegsmarine als Minenschiff eingesetzt wurde.

## Frachtschiff
Das Schiff (IMO 5608139) lief 1934 auf der Werft von Burmeister & Wain in Kopenhagen mit der Baunummer 607 und dem Namen Dora für die dänische Reederei Vesterhavet Dampskibsselskabet (J. Lauritzen) in Esbjerg vom Stapel. Es war 86,71 m lang und 12,62 m breit, hatte 5,8 m Tiefgang und war mit 1794 BRT vermessen.  Der Schiffsdieselmotor leistete 2100 PS und verlieh dem Schiff eine Geschwindigkeit von maximal 15 Knoten.
Im Jahre 1936 wurde das Schiff an die Compagnie Générale Transatlantique in Paris verkauft und umbenannt in Guyane. Das Schiff wurde am 4. Dezember 1942 in Marseille von der deutschen Wehrmacht beschlagnahmt und an Italien übergeben. Es fuhr danach unter dem Namen Acqui.

## Minenschiff der Kriegsmarine
In der Folge des Waffenstillstands von Cassibile und der darauf folgenden deutschen Besetzung Italiens wurde das Schiff im September 1943 in La Spezia von seiner Besatzung versenkt. Die deutsche Kriegsmarine ließ das Schiff heben und zum Minenschiff umbauen. Nachdem sich der Umbau wegen fehlender Maschinenteile länger als geplant verzögert hatte, wurde das Schiff schließlich am 20. Dezember 1943 mit dem Namen Niedersachsen und unter dem Befehl von Korvettenkapitän Boekholt in Dienst gestellt und der zur 3. Geleitflottille (7. Sicherungs-Division) gehörigen Minenschiffgruppe Westitalien zugeteilt. Es war mit zwei 10,5-cm-Geschützen L/45, zwei 6,9-cm-Geschützen und zwölf Maschinenkanonen 2-cm-Flak C/30 (L/65) bewaffnet und konnte bis zu 260 Minen transportieren.
Bereits in der Nacht vom 22. zum 23. Dezember 1943 legten die Niedersachsen und die beiden vormals italienischen Torpedoboote TA 23 und TA 24 vor der Nordspitze der Insel Korsika  ein Minenfeld.  Darauf folgte am 9., 19. und 23. Januar 1944 das Auslegen von drei Sperren vor Imperia, südlich von Elba und nördlich von Nettuno.

## Ende

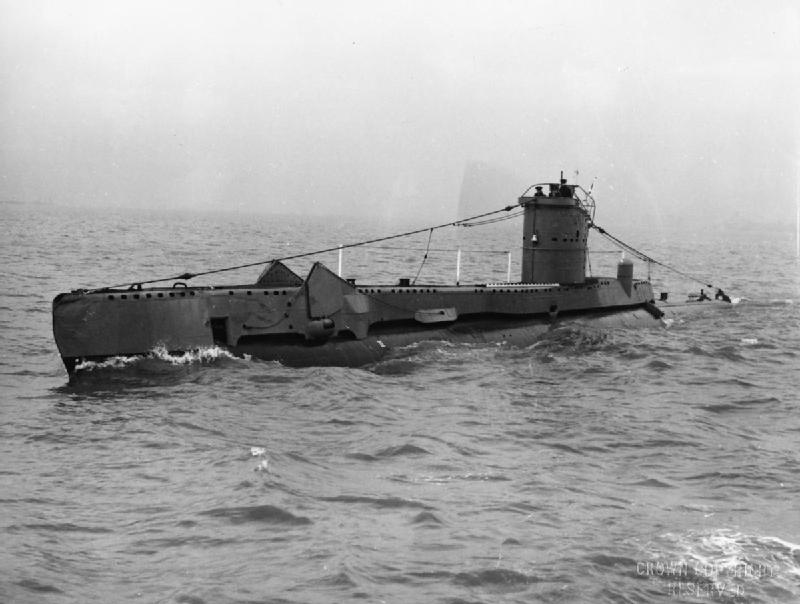
Das britische U-Boot Upstart

Am 8. Februar 1944 wurden die Niedersachsen und der Transporter Chisone zwischen Hyères und Saint-Raphaël von den britischen U-Booten HMS Ultor (P53) und HMS Uproar (P31) angegriffen, aber alle vier von der Ultor auf die Niedersachsen abgeschossenen Torpedos gingen fehl.  Nur eine Woche später, am 15. Februar 1944, wurde die Niedersachsen von dem britischen U-Boot HMS Upstart (P65) vor Toulon durch Torpedotreffer bei 43° 2′ 6″ N, 6° 1′ 7″ O versenkt. Zwölf Mann ihrer Besatzung fanden dabei den Tod.